# Anne Otto
Anne Birgitta Otto, född Lindblad den 1 april 1943 i Linköpings domkyrkoförsamling, Östergötlands län, är en svensk filmproducent och produktionsledare.
Anne Otto har studerat filmvetenskap 1973–1974. Hon var produktionsassistent och inspelningsledare på Europafilm 1970–1977 och produktionsledare på Penguinfilm 1977–1981. Som producent har hon varit verksam på Europafilm 1981–1984 och på SF 1984–1987. Hon var ordförande i Sveriges Reklamfilmproducenter 1979–1981 och har varit lärare på Bergs reklamskola.
Sedan slutet av 1980-talet har Anne Otto producerat många av Galenskaparna och After Shaves föreställningar, filmer och teveserier samt varit verksam i gruppens bolag Kulturtuben. Hon är bosatt i Stockholm.
Dottern Susanne Otto (född 1965) medverkade i filmen Den enskilde medborgaren.

## Producent
- 1998 – Toffelhjältar
- 1996 – Monopol
- 1993 – Tvättstugan
- 1991 – Stinsen brinner... filmen alltså
- 1990 – Macken – Roy's & Roger's Bilservice